# كارل لويس غريغوري
كارل لويس غريغوري (بالإنجليزية: Carl Gregory)‏ هو مصور سينمائي أمريكي، ولد في 9 سبتمبر 1882 في والنوت في الولايات المتحدة، وتوفي في 11 مارس 1951 في فان نويس في الولايات المتحدة.

## وصلات خارجية
- كارل لويس غريغوري على موقع IMDb (الإنجليزية)
- كارل لويس غريغوري على موقع أول موفي (الإنجليزية)
- كارل لويس غريغوري على موقع قاعدة بيانات الفيلم (الإنجليزية)
- كارل لويس غريغوري على موقع كينوبويسك (الروسية)